# Christoffer Johansen Urne
Christoffer Johansen Urne til Rygård (død 1566) var en dansk adelsmand.
Han var søn af Johan Jørgensen Urne (død 1537) og dennes anden hustru Anne Marqvardsdatter Rønnov.
Han blev hofsinde i 1546, men giftede sig formentligt samme år med Kirsten Pedersdatter Lykke til Nørlund, siden 1537 enke efter Ludvig Munk til Palsgård, og tog så bolig på Rygård.
Her lå han fra 1548 i strid med Jørgen Clausen Urne til Hindemae, søn af fætteren Claus Jørgensen Urne og Margrethe Eriksdatter Ravensberg. De nærmere omstændigheder kendes ikke, men det synes, som om kongen tog parti for Christoffer Urne. Men året efter vendte vinden sig.
I forbitrelse over at have fået afslag på en ansøgning om egen sognepræst til sin sognekirke Langå var Urne så uforsigtig i et drikkelag på Gudme Herredsting, at han beskyldte den kongelige kansler Johan Friis til Hesselagergård for at have ladet Urnes morbror, Roskildebispen Joachim Rønnov, forgive i fængslet. Da dette kom kansleren for øre, kom det til at koste Urne dyrt. Han blev tiltalt og dømt af rigsrådet for at være en løgner og blev ført til Gulland (Gotland) og holdt fanget i i Visby over 10 år.
Efter Christian 3.'s død søgte han om frigivelse og blev da forflyttet til Kalundborg; men først i 1562 blev han på sin hustrus og sin mors forbøn løsladt. Han måtte dog forpligte sig til herefter at opføre sig som en lydig undersåt og ikke klage over sin fængsling, og for denne forpligtelse måtte 20 af hans slægt og venner stille kongen en kaution på 10.000 jochimsdalere.
Men han var ikke tæmmet, og kort efter overfusede han på Viborg Landsting landsdommeren Axel Juul til Villestrup i Himmerland, der i sin tid som kongelig sekretær efter kongelig ordre havde fængslet ham. På grund af Den Nordiske Syvårskrig slap Urne imidlertid for fængsel, og kongen havde da også meget mere brug for de 10.000 jochimsdalere, som kautionisterne i 1564 dømtes til at betale, skønt de gjorde gældende, at der kun var vekslet ord.
Urne straffedes ikke yderligere, idet han blev fanget i et slag ved Axtorna og måtte gå med i et fangeindtog i Stockholm den 29. januar 1566. Han er antagelig død kort efter i et svensk fangehul. Hans enke levede indtil den 17. august 1570.